# Bukova kresilka
Bukova kresilka (znanstveno ime Fomes fomentarius) je gliva iz rodu kresilk (Fomes). Ljudje so jo že od bronaste dobe uporabljali za prižiganje ognja iz česar tudi izhaja njeno latinsko ime: fomes kot kurjenje in fomentarius kot netivo.

## Značilnosti
Klobuk je širok do 50 cm. Sprva je čebulast, kasneje kopitast. Na zgornji strani je prekrit s trdo in nezlomljivo lupino, ki najprej žametna z dozorevanjem pa gola in mat. Pri mladih primerkih je ilovnata ali rdeče rjava, pri starejših pa siva ali črnkasta. Na skorji so vidni koncentrični krogi, ki so cone letne rasti. Rob klobuka je belkast in top.
Cevke so razporejene v več plasteh, dolge pd 2 do 7 cm. Sprva so svetlo oranžne, nato oranžno rjave, nazadnje oker rjave. Na pritisk potemnijo.
Meso je rjasto rjave barve in plutasto olesenelo.

## Razširjenost in življenjski prostor
Bukova kresilka je razširjena v zmernem in arktičnem podnebnem pasu severne poloble in v Južni Afriki. Ponavadi raste na lesu listavcev, na jugu ima najraje bukev, na severu brezo, v sredozemlju pa hrast. Zelo redko jo lahko najdemo tudi na lesu iglavcev.
Bukova kresilka je rastlinski patogen. Micelij vrste prodre v les dreves skozi poškodovano lubje ali zlomljene veje in povzroči gnitje lesa gostitelja. Razpadli les kaže črne črte na rahlo obarvanih razpadlih območjih; te so znane kot psevdosklerotične plasti ali demarkacijske črte.Kljub temu, da goba začne rasti kot parazit, je vrsta sposobna nekaj časa preživeti na podrtih ali posekanih drevesih kot gniloživka in tam običajno živi leta, dokler hlod ne razpade popolnoma. Okužena drevesa postanejo zelo krhka in se lahko zaradi vetra zlomijo.
Plodovi so trajnice in lahko preživijo do trideset let. Njena rastna doba je med zgodnjim poletjem in jesenjo. Letna rast se vedno pojavi na spodnjem delu, kar pomeni, da je najnižja plast najmlajša. Proizvede zelo veliko trosov, zlasti spomladi tudi do 887 milijonov na uro.

## Mikroskopske značilnosti
Trosni odtis je bele barve. Trosi so podolgovato eliptični, gladki, neamiloidni in merijo 15–20 x 5,5–6,5 μm.
Površina gobe se pri reakciji z KOH obarva temno krvavo rdeče, zaradi vsebnosti kemične spojine fomentariol.

## Podobne vrste
- smrekova kresilača (Fomitopsis pinicola) ima bolj svetlo (rumeno ali oranžno-rdeče) rastno območje in rdeče-rjavo meso. Starejše primerke je težje prepoznati, ker nimajo več tako svetlega roba, a ju je mogoče razlikovati z vžigalico; pri kresilači se lupina pod vplivom visoke temperature stopi, pri kresilki pa poogleni.[1]
- vrbov plutač (Phellinus igniarius) raste predvsem na vrbah, na KOH ne reagira rdeče
- Hartigov plutač (Phellinus hartigii) raste predvsem na jelki, na KOH ne reagira rdeče

## Uporabnost
Neužitna. 
Že v bronasti dobi so jo ljudje uporabljali za netenje ognja. Ker zelo dolgo in počasi tli, je omogočala prenašanje ognja na večje razdalje.
Gobo, zdrobljeno s težkim kladivom, so uporabljali za izdelavo tamponov za zaustavitev krvavenja iz ran. Njeno uporabo je priporočal že Hipokrat v 5. stoletju pr. Kasneje so jih v ta namen uporabljali brivski saloni. Poleg tega goba vsebuje fomentariol, snov z baktericidnimi lastnostmi.
V preteklosti so ga v tradicionalni medicini uporabljali pri različnih vrstah bolečin (glavobol, zobobol, želodec), tudi pri revmatskih bolečinah.  V tradicionalni kitajski medicini so iz njega delali prevretek, za katerega so verjeli, da deluje krepilno. Uporabljali so ga za zdravljenje prebavnih motenj in nekaterih malignih tumorjev.
Uporabljali so jih tudi za izdelavo oblačilnih predmetov (klobuki, telovniki). Stari zgodovinski zapisi kažejo, da so jo uporabljali za izdelavo oblačilnih predmetov, kot so klobuki in telovniki. Še danes se v nekaterih evropskih državah najdejo poznavalci te obrti.
V Podkarpatju je veljalo prepričanje, da bukove kresilke varujejo hišo pred udarom strele. V ta namen so jih med nevihto namestili na okno..